# Руждене
Руждене или Ђуреџик (грч. Γρανίτης, Гранитис) је насељено место у општини Зрново у периферији Источна Македонија и Тракија, Грчка. Према попису из 2021. године било је 55 становника.
Према бугарском географу и историчару, Василу Канчову, у Руждену је 1900. године живело 500 Словена хришћана. Током Другог балканског и Првог светског рата село је настрадало и део мештана је избегао у Бугарску, тако је после рата остало 387 житеља. Године 1924. седам Словена је принудно исељено у Бугарску а на њихово место је насељено 44 грчких избегличких породица, укупно 209 особа. На попису из 1928. године Руждене је мешовито насеље са 573 становника. За време Грчког грађанског рата село је опет страдало и становништво је пресељено. Након нормализације стања само мали део мештана се вратио, те је 1951. године у селу било 193 становника. Избегло словенско становништво у Бугарској је насељено у местима Пловдив и околина, Гоце Делчев и околина и околина Јамбола.